# Gadjo
Gadjo é o apelido do DJ/produtor/remixer Murat Arslan (Hamburgo, 16 de agosto de 1972). Ele é mais conhecido por seu hit "So Many Times", com Alexandra Prince nos vocais. Tornou-se um grande hit internacional no inverno de 2005. 
Gadjo já produziu e remixou alguns dos melhores do artistas do mundo, de Basement Jaxx a David Morales. Em 2007, inaugurou sua própria gravadora e agência de artistas, a Torntape Booking & Artists and Records. Erick Morillo reconheceu seu talento assinando junto gravações para a lendária Subliminal Records, em 2005, logo seguidos de grande reconhecimento mundial. Seu primeiro grande sucesso "So Many Times" virou hit em mais de 14 países e permaneceu em primeiro nos Estados Unidos durante meses, também tornando-se o mais tocado nas pistas de dança britânicas. O seu sucesso comercial o levou a uma nomeação ao "Best House Track Award 2006", no International Dance Music Awards.
Como produtor, Gadjo tem sido responsável por uma série de faixas em um curto período de tempo. Para o Basement Jaxx, ele remixou seu hit "Do your Thing", que entrou para o UK's Cool na liderança. 
Em 2008, lançou o single "It's Alright", recebendo remixes de diversos produtores, entre eles Alex Gaudino.